# Лалаунис, Илиас
Или́ас Лалау́нис (греч. Ηλίας Λαλαούνης; 4 октября 1920, Афины — 30 декабря 2013, Афины) — всемирно известный греческий ювелир, пионер современного дизайна ювелирных изделий в Греции. Наиболее знаменит своими коллекциями, вдохновлёнными историей Греции. Единственный в истории ювелир, когда-либо избранный членом Академии изящных искусств Франции. Основатель Ассоциации греческих ювелиров. Кавалер ордена Искусств и литературы (Франция).
Идея Лалауниса возродить греческую ювелирную индустрию имела огромный успех, повлияв как на жизнь самого дизайнера, так и на ход развития современного греческого ювелирного дела.
Основатель Музея ювелирных изделий Илиаса Лалауниса — первого музея современного ювелирного и декоративного искусства в Афинах.

## Биография
Родился, вырос и жил в афинском районе Плака. Был ювелиром в четвёртом поколении, чья семья происходит из Дельф.
Окончил Афинский национальный университет имени Каподистрии, где изучал политологию и право. Дизайнерскому мастерству обучался у художника Александроса Александракиса.
Карьеру начинал в ювелирном бизнесе Ζολώτας (Zolotas), основанном его дядей Ксенофоном Золотасом в 1895 году. В 1940 году взял на себя функции управления делами фирмы, которую исполнял, а также разрабатывал все ювелирные изделия, до 1968 года.
В 1957 году представил свою первую коллекцию Archaeological Collection на Международной выставке в Фессалониках. Коллекция была вдохновлена античным, эллинистическим, минойским и микенским искусством.
В 1968 году основал собственную фирму Greek Gold-Ilias Lalaounis S.A.. Первоначально компания открыла филиалы на греческих островах, однако быстро расширила своё присутствие до европейских столиц, таких как Париж, Цюрих, Женева, Лондон, а также городов по всему миру, таких как Нью-Йорк, Токио и Гонконг.
В 1970 году Лалаунис произвёл сенсацию своей коллекцией Blow Up. В следующем году он организовал международную выставку ювелирных изделий в Афинах с участием Van Cleef, Bulgari, Rene Kern и Harry Winston.
По заказу императрицы Ирана Фарах Лалаунисом была создана коллекция ювелирных изделий и предметов, вдохновлённых персидским искусством, выставленая в Императорском дворце в Тегеране.
В 1970—1978 годах открыл магазины в большинстве европейских стран. Первый знаменитый на весь мир магазин в Париже появился по адресу Сен-Оноре 364, недалеко от Вандомской площади. Параллельно был выпущен короткометражный фильм, рассказывавший об источниках вдохновения для создания выставляемых драгоценностей. С тех пор Лалаунис регулярно создавал короткие фильмы для демонстрации своих коллекций, такие как: «Aube of Art», «Byzantine Arcs in Gold», «Choreography», «The Shield of Achilles», «Ilion — The Treasure of Troy», «Art and Gold», «The Common Roots of the Creator Man» и «Treasures of the Holy Land».
В 1979 году Лалаунис открыл магазин в Нью-Йорке на углу Пятой авеню и 57-й улицы. Год спустя Смитсоновский институт пригласил его прочитать лекцию о своём искусстве и продемонстрировать коллекцию «The Achilles Shield» в Национальном музее американской истории.
В 1980-х годах продолжал создавать инновационные коллекции и выводить свой бренд на международные рынки. На открытии магазина в Токио Лалаунис создал коллекцию ювелирных украшений, вдохновлённых искусством Японии. В том же году был открыт магазин в Гонконге, где дизайнер представил коллекцию драгоценных камней, вдохновлённых рисунками греческого геометрического стиля, очень похожими на геометрические узоры китайского искусства. Второй магазин в Гонконге появился в 1982 году.
Выставлял коллекцию Helen of Troy в Музее археологии и антропологии Пенсильванского университета в Филадельфии, а также в Хьюстоне (Техас).
В 1984 году Лалаунис опубликовал книгу «Metamorphoses», в которой представил девятнадцать коллекций, проанализировав свою философию о природе и назначении ювелирных изделий. По мнению дизайнера, ювелирное изделие не является простым декоративным объектом, скорее оно несёт в себе послание, является выражением внутренней жизни, связью с далёким прошлым, символом и памятью. Книга принесла ему премию Thorlet (Prix Thorlet) от Академии изящных искусств. Позднее в часовне Сорбонны была представлена ретроспективная выставка его творений.
В ноябре 1987 года мэр Иерусалима Тедди Коллек пригласил Лалауниса продемонстрировать свою коллекцию Treasures of the Holy Land на специальной выставке, организованной Израильским музеем, и впоследствии показанной в Нью-Йорке, Лондоне и Париже.
По приглашению министра иностранных дел Турции демонстрировал коллекции Arabesques и Soleiman the Magnificent в Музее исламского искусства в Стамбуле.
В Нью-Йорке выпустил коллекцию Ameridians, вдохновлённую искусством индейцев, и в 1991 году открыл магазин на Мэдисон-авеню, где представил коллекцию, вдохновлённую кельтским искусством.
В 1994 году основал Музей ювелирных изделий Илиаса Лалауниса (Μουσείο Κοσμήματος Ηλία Λαλαούνη, Ilias Lalaounis Jewelry Museum), который называл своим пятым ребёнком. В постоянной экспозиции представлены ювелирные украшения и микроскульптуры из 45 коллекций, созданные Лалаунисом в период 1940—2002 годов. Музей расположен в районе Плака в здании, где родился и жил Лалаунис.
Состоял в Ротари-клубе (Афины).

## Личная жизнь
С 1957 года был женат на Лиле Алцидзоглу, в браке с которой имел дочерей Димитру, Катерини, Марию и Иоанну, после смерти отца взявших на себя управление его фирмой.
Близким другом Лалауниса был испанский деятель искусств Сальвадор Дали.

## Награды и почести
- 1984 — почётный гражданин города Хьюстон (Техас ,США), за вклад в мировое ювелирное дело;
- 1986 — член-корреспондент Академии изящных искусств (Институт Франции);
- 1986 — член Ордена святого апостола Андрея (архонт экзархос Вселенского Патриархата)[12];
- 1990 — ассоциированный член Академии изящных искусств (Институт Франции);
- 1991 — почётный доктор Университета Адельфи;
- 1991 — Командор ордена «За заслуги перед Итальянской Республикой»;
- 1993 — Командор ордена Академических пальм (Франция);
- 1995 — Кавалер ордена Почётного легиона (Франция);
- 1997 — почётный гражданин штата Джорджия (США);
- 1999 — Медаль города Афин, в знак признания культурного вклада в искусство и историю ювелирного дела в Греции и за рубежом;
- 2002 — почётный член Торговой ассоциации Афин;
- 2009 — почётный член Казале-монферратской академии искусства, литературы, истории, науки и различных гуманитарных дисциплин[англ.] (Италия);
- 2011 — почётный член Европейско-средиземноморской академии искусств и наук (EMAAS)[13].

## Коллекции
- Μινωικά και Μυκηναϊκά / Minoan and Mycenean (1957)
- Κλασικά και Ελληνιστικά / Classical and Hellenistic (1957)
- Κύκνοι και Δελφίνια / Swans and Dolphins (1957)
- Μπόνι και Κλάιντ / Bonnie and Clyde (1968)
- Κοσμήματα Σώματος / Body Jewelry (1969)
- Παλαιολιθικά και Νεολιθικά / Palaeolithic and Neolithic (1969)
- Ζώδια / Signs of the Zodiac (1970)
- Βυζαντινά / Byzantine (1970)
- Αγριολούλουδα / Wild Flowers of Greece (1970)
- Βιοσύμβολα / Biosymbols (1972)
- Μικρογλυπτά από την μινωική μέχρι την ελληνιστική περίοδο / Microsculptures from the Minoan to the Hellenistic Period (1972)
- Ασημένια παιχνιδίσματα / Silver Frolics (1973)
- Νεογεωμετρικά / Neo Geometric (1973)
- Κίνηση στο Διάστημα / Motion in Space (1974)
- Μικρόκοσμος / Microcosm (1974)
- Κυκλαδική / Cycladic (1974)
- Executive Boxes (1974)
- Γλαύκες και Ανθέμια * Owls and Anthemia (1975)
- Σταγόνες και Χιτώνες / Drops and Chitons (1975)
- Από το Λουριστάν στην Περσέπολη / From Luristan to Persepolis (1975)
- Η Χαραυγή της Τέχνης / Dawn of Europe (1976)
- Παίχτες του γκολφ / Players (1976)
- Χορογραφισμός / Choreographism (1977)
- Αλογοπόδαρα / Horseshoes (1977)
- Χρυσοτεχνήματα / Chrysotektonemata (1977)
- Η ασπίδα του Αχιλλέα / The Shield of Achilles (1978)
- Χείλια και Κοχύλια / Seashells (1978)
- Κατερίνη Λ. / Katerini L. (1980)
- Δήμητρα Λ. / Dimitra L. (1981)
- Άπω Ανατολή / Far East (1981, 1982)
- Ίλιον / lion (1983)
- Πλατεία Βεντόμ / Place Vendôme (1983)
- Για την Νίκη κάθε Γυναίκας / For Every Woman’s Victory (1984)
- Από τα τείχη της Κωνσταντινούπολης ως τον Πύργο του Λονδίνου: συλλογή Τύδωρ / From the Walls of Constantinople to the Tower of London: the Tudor Collection (1985)
- Μεσοποταμία / Mesopotamia (1986)
- Άγιοι Τόποι / Holy Land (1987)
- Αραβουργήματα / Arabesques (1988)
- Σουλεϊμάν ο Μεγαλοπρεπής / Süleyman the Magnificent (1988)
- Αμερίντιαν / Amerindian (1990)
- Valentine (1990)
- Η φύση και η Τέχνη μου / Nature and my Art (1990)
- Παστοράλε / Pastorale (1990)
- Κυπριακά / Cypriot (1991)
- Κέλτικα / Celtic (1991)
- Βίκινγκς / Vikings (1991)
- Σκυθικά / Scythian (1997)
- Προ — Κολομβιανά / Pre — Columbian (1995)
- Μετά — Βυζαντινά / Post — Byzantine (1996)
- DNA (2001)
- Χάος / Chaos (2002)